# ميخائيل أنت
ميخائيل أنّت (بالإنجليزية: Michael Annett)‏ هو لاعب هوكي الجليد أمريكي، ولد في 23 يونيو 1986 في دي موين في الولايات المتحدة.

## وصلات خارجية
- الموقع الرسمي
- ميخائيل أنت على موقع EliteProspects.com (الإنجليزية)
- ميخائيل أنت على موقع HockeyDB.com (الإنجليزية)
- ميخائيل أنت على موقع Racing-Reference.info (الإنجليزية)
- ميخائيل أنت على موقع DriverDB.com (الإنجليزية)